# Липницька сільська рада
| Липницька сільська рада — орган місцевого самоврядування у Жовківському районі Львівської області з адміністративним центром у с. Липник. Історична дата утворення: в 1971 році. Водоймища на території, підпорядкованій даній раді: річки Маруся, Рата, Мощанка. Колишня назва сільської ради — Кам'янко-Липницька сільська рада. |

## Населені пункти
Сільській раді підпорядковані населені пункти:
- с. Липник
- с. Голокам'янка
- с. Дубрівка
- с. Загір'я
- с. Йоничі
- с. Лужки
- с. Луцики
- с. Малий
- с. Помлинів
- с. Равське
- с. Старе Село

## Склад ради
Рада складається з 14 депутатів та голови.

### Керівний склад ради
| ПІБ                           | Основні відомості                                                               | Дата обрання | Дата звільнення |                                 |                              |
| ----------------------------- | ------------------------------------------------------------------------------- | ------------ | --------------- | ------------------------------- | ---------------------------- |
| Долінський Мирослав Федорович | Сільський голова, 1952 року народження, освіта, безпартійний                    | 26.03.2006   | 31.10.2010      |                                 |                              |
| Кушта Ярослав Іванович        | Сільський голова, 1962 року народження, освіта середня спеціальна, безпартійний | 31.10.2010   | 01.06.2015      | судимий ст.368 КК тяжкий злочин | судова справа №444/2140/14-к |
| Дума Тетяна Іванівна          | Сільський голова, 1968 року народження, освіта вища, безпартійна.               | 25.10.2015   |                 |                                 |                              |

Примітка: таблиця складена за даними джерела